# Новара (округ)
Округ Новара (итал. Provincia di Novara) је округ у оквиру покрајине Пијемонт у северозападној Италији. Седиште округа покрајине и највеће градско насеље је истоимени град Новара.
Површина округа је 1.339 км², а број становника 366.479 (2008. године).

## Природне одлике
Округ Новара се налази у северозападном делу државе, без излаза на море. Јужна половина округа је равничарског и валовитог карактера, у области Падске низије. Северни део чине планине предњих Алпа. Најважније реке у округу су Серија, која тече његовом западним делом, и Тићино, који тече источним делом.

## Становништво
По последњим проценама из 2008. године у округу Новара живи преко 360.000 становника. Густина насељености је изузетно велика, преко 270 ст/км². Јужна, равничарска половина округа је знатно боље насељена, нарочито око града Новаре.
Поред претежног италијанског становништва у округу живе и велики број досељеника из свих делова света.

## Општине и насеља
У округу Новара постоји 88 општина (итал. Comuni).
Најважније градско насеље и седиште округа је град Новара (104.000 ст.) у јужном делу округа. Други по величини је град Боргоманеро (21.000 ст.) у северном делу округа.